# WWE 2K23
WWE 2K23 é um videogame de esportes de luta livre profissional de 2023 desenvolvido pela Visual Concepts e publicado pela 2K. É a vigésima terceira parcela geral da série de videogames baseada na WWE, o décimo jogo sob o banner WWE 2K e o sucessor do WWE 2K22. O jogo foi lançado em 17 de março de 2023 para PlayStation 4, PlayStation 5, Windows, Xbox One e Xbox Series X/S.
WWE 2K23 recebeu críticas geralmente favoráveis após o lançamento e é o videogame de luta livre profissional com maior audiência desde o WWE '13. Sua sequência, WWE 2K24, foi lançada em 8 de março de 2024.

## Jogabilidade
Como seu antecessor, WWE 2K23 apresenta jogabilidade de arcade e simulação de luta livre. WarGames é apresentado pela primeira vez em um jogo WWE 2K, e a partida Royal Rumble agora suporta multijogador online com até oito jogadores. As narrações dos árbitros foram renovadas com vozes diferentes e falas exclusivas quando ocorre o pinfall.
Modos de jogo como MyFACTION, MyGM, Showcase, Universe, modo carreira MyRISE e um conjunto completo de criação retornam com novos recursos. Showcase traz o astro da capa John Cena e permite aos jogadores recriar momentos-chave da carreira de Cena, jogando como seus oponentes, culminando em três lutas dos sonhos: duas partidas envolvendo Cena e qualquer um dos oponentes que ele enfrentou durante o showcase na arena Raw: uma onde Cena rapidamente usa seu finalizador, o Attitude Adjustment, para obter uma vitória por pinfall, o outro enfrentando uma versão invencível de si mesmo, conhecida como "Super Cena", e uma luta de eliminação fatal-4-way na arena WrestleMania 38 entre Cena, Stone Cold Steve Austin, Hulk Hogan e Bruno Sammartino.
MyRISE apresenta duas histórias distintas: "The Lock" e "The Legacy". The Lock segue um lutador masculino fazendo sua estreia no elenco principal da WWE. The Legacy segue uma lutadora de segunda geração subindo na hierarquia, auxiliada pela rival de sua tia, Molly Holly.

## Desenvolvimento
De acordo com o Diretor Criativo Lynell Jinks, o tipo de partida WarGames começou a ser desenvolvido antes do WWE 2K22 e foi possível graças ao mecanismo retrabalhado após o fracasso do WWE 2K20.
A desenvolvedora Andrea Listenberger disse à Fightful que as duas histórias em MyRISE foram escritas por ex-escritores da WWE.
Em 15 de fevereiro de 2023, a 2K divulgou imagens de entrada do retorno da personagem Lita, o que causou polêmica nas redes sociais. Os fãs criticaram o modelo de personagem de Lita, citando a percepção de falta de qualidade e a reutilização de um traje que havia sido usado desde WWE 2K16 em 2015 até WWE 2K20 em 2019. O modelo de Lita recebeu alterações no rosto antes do lançamento do jogo. Lita '06 tornou-se uma personagem jogável em resposta às críticas ao modelo básico; um traje alternativo também está disponível.

### Plantel
WWE 2K23 apresenta 246 estrelas. É o primeiro título da série WWE 2K a atribuir diferentes trajes a um único slot, nomeadamente para Roman Reigns, AJ Styles, Lita e alguns modelos Cena.

## Liberação
Em 23 de janeiro de 2023, WWE 2K23 foi anunciado oficialmente com John Cena como estrela da capa. Bad Bunny também foi anunciado como personagem jogável para jogadores que pré-encomendarem o jogo ou comprarem as edições Deluxe ou Icon. A edição Bad Bunny foi lançada em 23 de outubro de 2023, que inclui todo o conteúdo da Icon Edition, bem como o traje Backlash de 2023 de Bad Bunny. Um pacote semelhante, que incluía o jogo base e ambos os pacotes Bad Bunny, foi lançado em 18 de outubro de 2023.
Em 30 de janeiro, a 2K divulgou imagens dos bastidores de Cody Rhodes sendo escaneado, que faz sua primeira aparição com seu nome verdadeiro desde o jogo WWE 2K15 de 2014, após seu retorno na WrestleMania 38, agora sob seu apelido, "The American Nightmare".
A Deluxe Edition inclui um passe de temporada para conteúdo para download futuro, bônus MyFACTION e três dias de acesso antecipado em 14 de março. A Icon Edition apresenta todo o conteúdo da Deluxe Edition, bem como o "Ruthless Aggression Pack" que contém: versões clássicas OVW de Cena, Randy Orton, Brock Lesnar e Batista, a arena WrestleMania 22, bônus MyFACTION adicionais e o John Cena Legacy Championship.
Em 6 de março de 2023, o conteúdo para download do jogo foi anunciado. Cinco pacotes de conteúdo contendo 24 personagens jogáveis foram lançados de abril a agosto, incluindo superestrelas do Raw, SmackDown, NXT e Lendas. Esses personagens incluem: Bray Wyatt, Wade Barrett, Eve Torres, Zeus, Harley Race, os Steiner Brothers, Pretty Deadly e Hit Row, entre outros.

## Recepção
WWE 2K23 recebeu "críticas geralmente favoráveis" de acordo com o agregador de análises Metacritic.
Em uma prévia do jogo, Dale Driver da IGN observou que o jogo parecia basicamente igual ao seu antecessor, com algumas melhorias. IGN notou maior flexibilidade e criatividade no jogo em comparação com seus antecessores.

### Prêmios e Indicações
| Ano  | Cerimônia                   | Categoria               | Resultado | Ref.   |
| ---- | --------------------------- | ----------------------- | --------- | ------ |
| 2024 | 27th Annual D.I.C.E. Awards | Sports Game of the Year | Nomeado   | [ 30 ] |